# Iglesia de San Bernardo (Ubachsberg)
La iglesia de San Bernardo (en neerlandés: Sint-Bernarduskerk) es una iglesia católica situada en Ubachsberg, Voerendaal, Países Bajos. El santo patrón de la iglesia es Bernardo de Claraval. La iglesia es un Rijksmonument (monumento nacional de los Países Bajos).

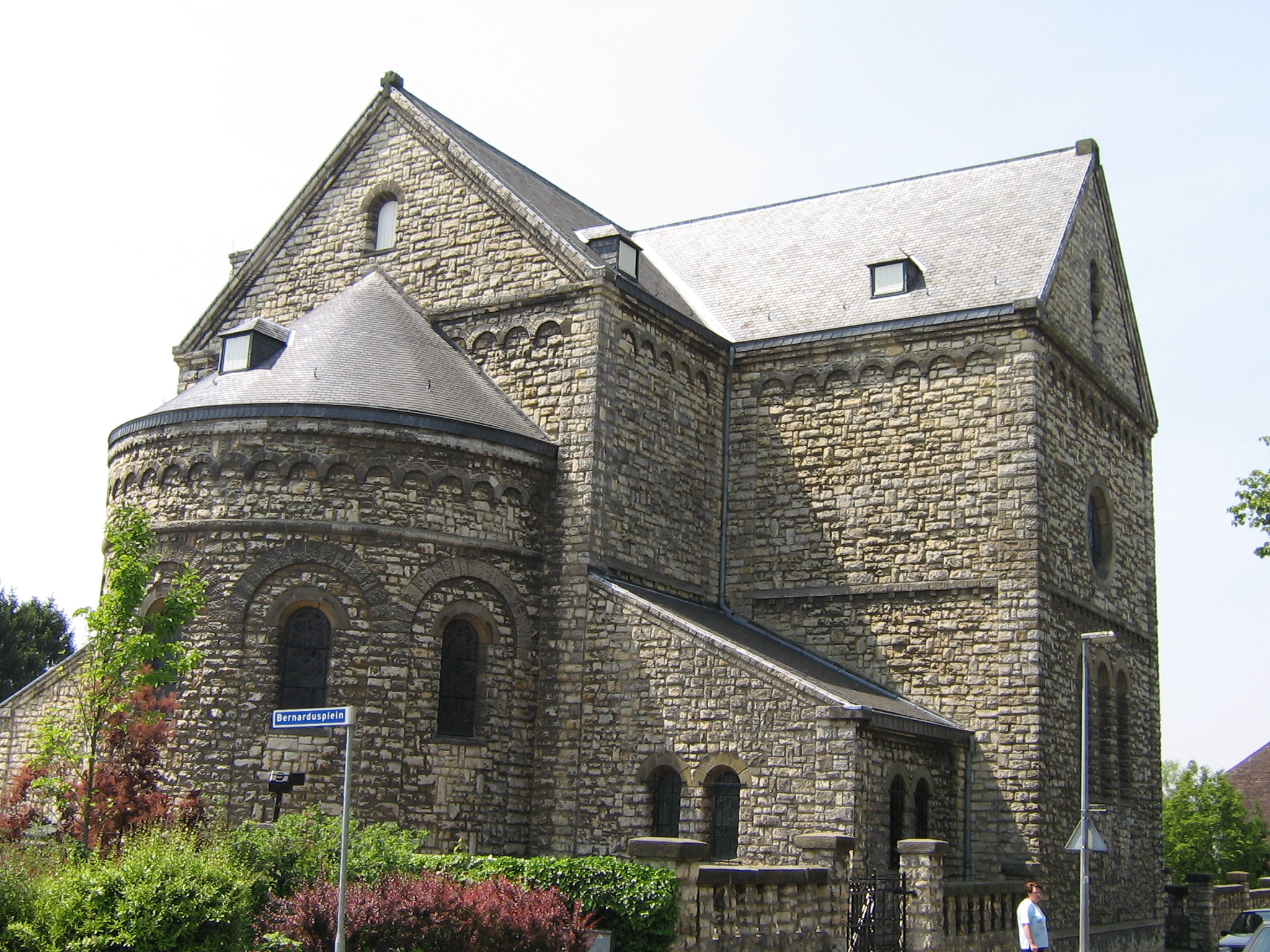
Cabecera de la iglesia

La iglesia está situada al suroeste de la carretera principal que atraviesa el pueblo de Ubachsberg, la Kerkstraat, que conecta Hüls en el este, con Voerendaal en el noroeste . Al sur de la iglesia esta el Bernardussquare. Al este y sur de la iglesia esta un cementerio. El edificio consta de una estructura de campanario en el oeste, una sola nave y coro. La iglesia está construida parcialmente con ladrillo rojo y por fuera, en parte de Kunradersteen, una variante local de piedra.